# Sotorribas
Sotorribas es un municipio español de la provincia de Cuenca, en la comunidad autónoma de Castilla-La Mancha. Tiene una población de 707 habitantes (INE 2024). Pertenece a la comarca del Campichuelo Conquense. 

## Geografía
El municipio, que tiene una superficie de 149,33 km², está formado por las localidades de Collados, Pajares, Ribagorda, Ribatajada, Ribatajadilla, Sotos, Torrecilla y Villaseca. La capital municipal es Sotos. En 2006, Ribatajada se constituyó como EATIM.
El municipio se encuentra en la comarca del Campichuelo Conquense, la cual se trata de una zona de transición entre la Alcarria y la Serranía. 

## Historia
El municipio fue creado en 1976 mediante la fusión de los términos municipales de Ribagorda, Ribatajada, Ribatajadilla, Torrecilla, Collados y Sotos.
De su patrimonio histórico y cultural podemos citar el siguiente, dependiendo de cada una de las localidades:
Sotos: Iglesia parroquial de Nuestra Señora de la Asuncion del siglo XIII, Casa Palacio del siglo XVIII, Casa Consistorial (sede administrativa del municipio, alberga además el Museo Centro de Interpretación del Campichuelo). Antiguo lavadero municipal, Molino harinero (ruinas).
Collados: Iglesia parroquial de la Inmaculada Concepción, Ermita de San Antonio de Padua.
Torrecilla: Iglesia parroquial de la Asunción, Antigua Casa Palacio.
Pajares: Iglesia parroquial Santo Domingo de Silos, Ermita de San Acacio, Museo del Aguardiente, Roble Centerario "Dios de Pajares".
Villaseca: Iglesia parroquial de San Pedro, Ermita de San Antonio, Cuevas del Vino.
Ribagorda: Iglesia parroquial de San Pedro Apóstol. Ermita de Horcajada. 
Ribatajada: Iglesia parroquial de San Juan Bautista. Ermita del Rosal. Ermita Virgen de la Estrella. Antiguo Molino harinero. 
Ribatajadilla: Iglesia parroquial de la Asunción. Pilón Fuente Abrevadero, Área recreativa Fuente del Rincón.

## Demografía
Sotorribas cuenta con una población de 707 habitantes (INE 2024).
| Gráfica de evolución demográfica de Sotorribas entre 1981 y 2021 |
| |
| Población de derecho según los censos de población del INE Población de hecho según los censos de población del INEEntre el censo de 1981 y el anterior, aparece este municipio porque se fusionan los municipios Collados, Ribagorda, Ribatajada, Ribatajadilla, Sotos y Torrecilla |

### Población por núcleos
Desglose de población según el Padrón Continuo por Unidad Poblacional del INE.
| Núcleos       | Habitantes (2016) | Varones | Mujeres |
| ------------- | ----------------- | ------- | ------- |
| Sotos         | 481               | 236     | 245     |
| Ribatajada    | 79                | 42      | 37      |
| Ribagorda     | 77                | 40      | 37      |
| Ribatajadilla | 50                | 26      | 24      |
| Collados      | 40                | 22      | 18      |
| Pajares       | 40                | 22      | 18      |
| Torrecilla    | 18                | 9       | 9       |
| Villaseca     | 5                 | 2       | 3       |